# Hertogdom Apulië en Calabrië
Het hertogdom Apulië en Calabrië, voorheen graafschap Apulië, was een Normandisch graafschap in Italië op het grondgebied van Gargano, Foggia, Apulië en Campanië, gesticht door Willem met de IJzeren Arm in 1043. Het werd een hertogdom toen Robert Guiscard door paus Nicolaas II werd gepromoveerd tot hertog in 1059. 
Het hertogdom werd opgeheven in 1130, toen de laatste hertog van Apulië en Calabrië, Rogier II van Sicilië, koning van Sicilië werd. De titel, eerst van hertog van Apulië, later van hertog van Calabrië werd daarna gebruikt voor de troonopvolger en dit tot in 1861 het koninkrijk der Beide Siciliën opging in het eengemaakte Italië. Troonpretendenten noemen zich nog steeds hertog van Calabrië.

## Graafschap Apulië

### Oprichting
Willem met de IJzeren Arm richt zich in 1042 tot Guaimar IV van Salerno en Rainulf Drengot, graaf van Aversa, en biedt hen aan een alliantie te stichten. De eenwording van de Normandische families Hauteville en Drengot zou een enorme bron van macht zijn, vanwege de bezittingen van de families in Aversa en Melfi. Samen met een groep andere Longobardische en Normandische baronnen komen ze samen in Melfi. Alle aanwezige baronnen aanvaarden Guaimars vazallen te worden. Guaimar garandeert Willem dan dat hij eigenaar wordt van het grondgebied rond Melfi, en maakt hem graaf van Apulië. Hij biedt hem ook nog zijn nicht Guida, dochter van Guido van Sorrento, als vrouw aan. Zo ontstond het graafschap Apulië.

### Grenzen
De nieuwe provincie bestaat uit gebied dat nog niet homogeen is. Daarom is het moeilijk de daadwerkelijke grenzen te trekken. De hele regio, met uitzondering van Melfi, is verdeeld in 12 baronieën, toegewezen aan de Normandische leiders. Willem stelt vast dat de hoofdstad van het graafschap Melfi is, dat buiten de verdeling in Baronieën is gevallen. Het blijft veertig jaar lang de hoofdstad.

#### Baronieën
Zoals eerder gezegd werd het graafschap verdeeld in twaalf baronieën. De Normandische leiders die mee waren gegaan naar Zuid-Italië werden benoemd tot baronnen. De bisdommen en bisschopszetels vielen samen met de baronieën.
| Baronie           | Tegenwoordige streek in Italië | Eerste Normandische heer  |
| Ascoli            | Capitanata                     | Willem met de IJzeren Arm |
| Canne             | Capitanata                     | Rudolf van Canne          |
| Civitate          | Capitanata                     | Gualtiero van Civitate    |
| Monte Sant'Angelo | Gargano                        | Rudolf van Barbena        |
| Venosa            | Vulture                        | Drogo van Hauteville      |
| Lavello           | Vulture                        | Arnolino                  |
| Irsina            | Vulture                        | Tristan van Montepeloso   |
| Acerenza          | Vulture                        | Asclettino I Drengot      |
| Monopoli          | Apulia meridionale             | Hugo Tuboeuf              |
| Trani             | Apulia settentrionale          | Peter I van Trani         |
| Minervino         | nella Murgia                   | Raganfrid van Minervino   |
| Frigento          | Campania                       | Hervé Frankopoulos        |